# Maketa

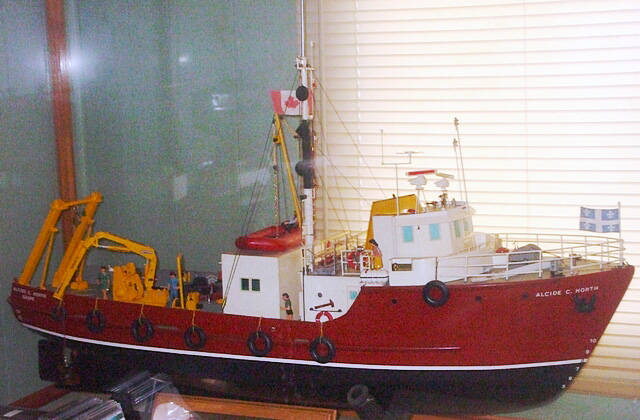
Maketa lodi

Maketa je fyzikální model, který je geometricky podobný nějakému objektu; v tomto kontextu může jít i o prototyp. Většina maket je zpravidla menších než objekty, které vyobrazují; například makety dopravních prostředků nebo staveb. Například maketa mobilního telefonu a obecně makety dalších menších objektů mohou ale být i stejné velikosti jako objekt, který vyobrazují.
Makety se hojně využívají v inženýrství, ale také při propagaci produktů, pro různé testování, pro speciální efekty ve filmech, pro vojenské účely, ale také pro řadu volnočasových aktivit jako modelářství (například modelové železnice), a obecně jako hračky (např. pro válečné hry nebo závodní hry). Relativně často tak můžeme nalézt makety (modely) aut, letadel, vlaků, lodí, nákladních aut, raketoplánů, budov všeho druhu a celé řady různých lidí, ale i scifi témat jako jsou kosmické lodě nebo roboti.
Makety jsou obvykle vyrobeny z plastu, ze dřeva nebo z kovu, někdy mohou být složeny z vícero materiálů. Často jsou potřeny lakem, akrylátovými barvami nebo emailem.